# Tierra Blanca (Santiago Juxtlahuaca)
Tierra Blanca es una población del estado mexicano de Oaxaca, que forma parte del municipio de Santiago Juxtlahuaca en la región Mixteca al oeste del estado. Es uno de los principales asentamientos del pueblo triqui.

## Localización y demografía
Tierra Blanca se encuentra ubicado en las coordenadas geográficas 17°08′58″N 97°54′40″O / 17.14944, -97.91111 y a una altitud de 1 323 metros sobre el nivel del mar. Se localiza al sureste del territorio municipal, muy cercana a la ciudad de Putla Villa de Guerrero.
De acuerdo con el Censo de Población y Vivienda realizado en 2020 por el Instituto Nacional de Estadística y Geografía, tiene una población total de 894 habitantes, de los que 429 son hombres y 465 son mujeres.